# Bundesstraße 195
Die Bundesstraße 195 (Abkürzung: B 195) ist eine Bundesstraße in Deutschland. Sie führt von Zarrentin am Schaalsee südwärts nach Boizenburg/Elbe und von hier elbaufwärts nach Osten. Sie endet in Wittenberge an der B 189.
Die Bundesstraße 195 beginnt in Mecklenburg-Vorpommern, verläuft dann im nordöstlichsten Teil Niedersachsens, wieder ein kurzes Stück in Mecklenburg-Vorpommern und weiter in Brandenburg.

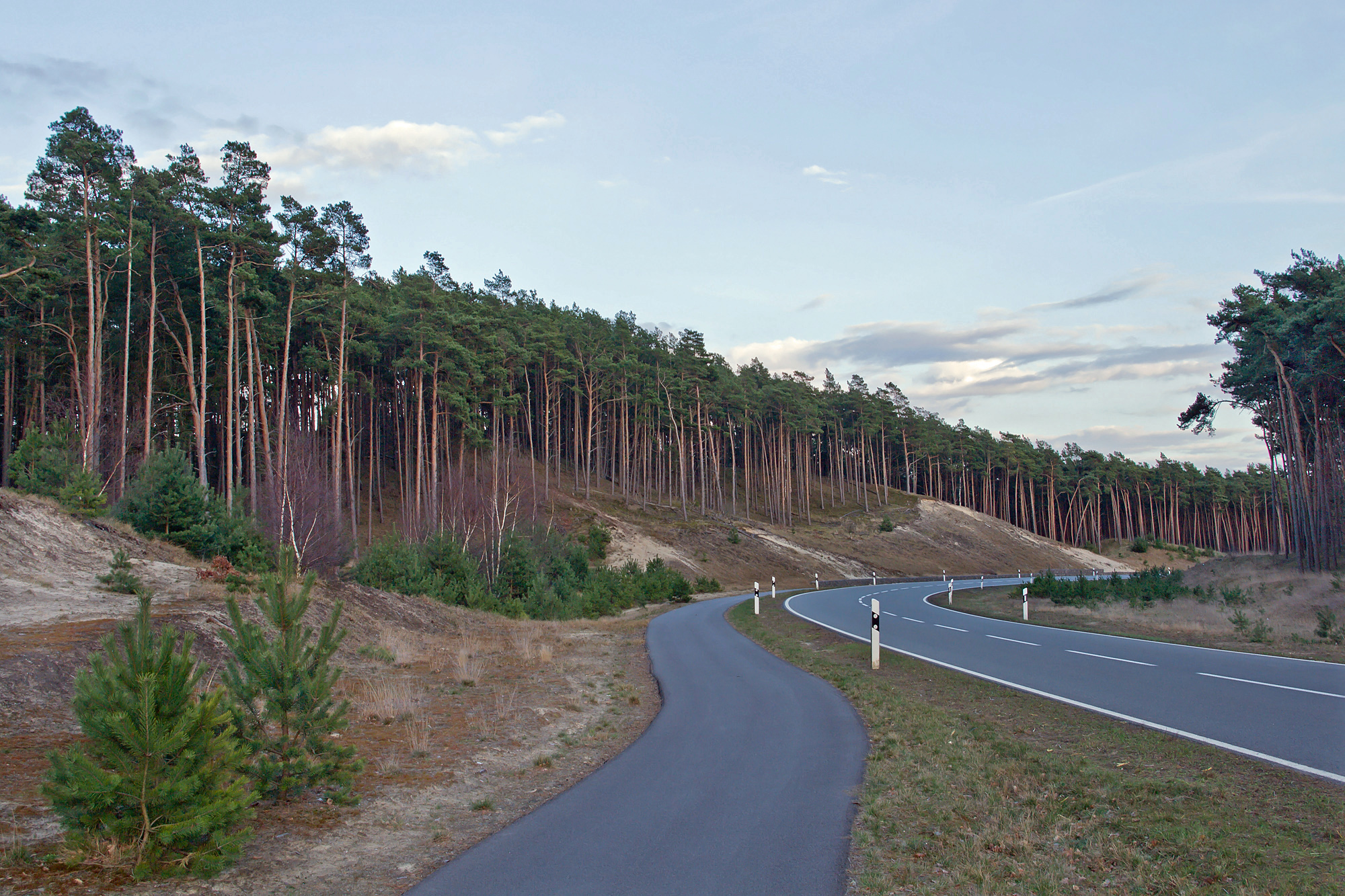
B 195 im Amt Neuhaus (Niedersachsen) zwischen Stapel und Zeetze

Während der Saison wird die B 195 verstärkt von Motorradfahrern frequentiert. Beliebt ist vor allem der Streckenabschnitt zwischen Boizenburg/Elbe durch die Gemeinde Amt Neuhaus bis nach Dömitz, da hier die Strecke für Bundesstraßenverhältnisse sehr eng ausgebaut ist und eine Vielzahl an engen Kurven aufweist.

## Geschichte
Die Reichsstraße 195 (R 195) hatte bis zum Ende der 1940er Jahre einen ganz anderen Verlauf. Sie  führte in Vorpommern von der R 105 in Löbnitz in nördlicher Richtung über Barth nach Zingst. Sie wurde abgestuft und die freie Nummer wurde als F 195 an die heutige Bundesstraße vergeben.